# 드라구트
드라구트(튀르키예어: Turgut Reis; 1485 – 1565년 6월 23일)는 오스만의 해적, 해군 사령관, 총독, 귀족이었다. 그의 지휘 아래 오스만 제국의 해양력은 북아프리카 전역으로 확장되었다. 그의 군사적 천재성과 해적 중 "가장 위험한 인물"으로 인정받은 드라구트는 "역사상 가장 위대한 해적 전사", "모든 튀르키예 지도자 중 의심할 여지 없이 가장 유능한 인물", 그리고 "지중해의 무관의 왕"으로 불렸다. 그는 "이슬람의 뽑아든 검"이라는 별명을 얻었다. 한 프랑스 제독은 그를 "지중해의 살아있는 지도, 당대 최고의 장군들과 비교될 만큼 육지에서도 유능한 인물"이며 "그보다 더 왕의 칭호를 받을 만한 사람은 없었다"고 묘사했다. 그의 스승이었던 바르바로스 하이레딘 파샤는 드라구트가 "낚시와 용맹 모두에서" 자신보다 앞선다고 말했다.
쉴레이만 1세 휘하 오스만 제국의 오스만 해군에서 제독이자 해적으로 복무한 것 외에도, 드라구트는 알제와 제르바섬의 베이, 지중해의 베일레르베이, 그리고 트리폴리의 베이이자 후에 파샤로 임명되었다. 트리폴리의 파샤로 복무하는 동안, 드라구트는 그 도시에서 위대한 업적을 이루어 북아프리카 해안 전체에서 가장 인상적인 도시 중 하나로 만들었다.

## 기원과 초기 경력
드라구트는 보드룸 근처 카라토프라크(오늘날 그의 이름을 기려 튀르구트레이스로 알려짐)에서 태어났다. 소아시아의 에게해 연안, 보드룸 반도 서쪽 끝의 사라발로스라는 하위 구역에서 태어났다. 또는 아마도 소아시아 에게 해안의 카라바 마을에서 태어났을 것이다. 그의 가족은 그리스 정교회 기독교인이거나 튀르키예 무슬림이었다.
12세 때 그는 창과 화살을 다루는 비범한 재능으로 오스만 육군 지휘관의 눈에 띄어 그에게 징집되었다. 그의 지원 아래, 젊은 투르구트는 숙련된 선원, 뛰어난 포수가 되었고, 포병과 공성 포병의 달인으로 훈련받았는데, 이 기술은 투르구트의 미래 성공과 뛰어난 해군 전술가로서의 명성에 중요한 역할을 했다. 오스만 튀르키예 총독은 결국 1517년 투르구트를 이집트로 데려갔고, 그곳에서 그는 포수로 오스만 제국의 이집트 정복에 참여했다. 그는 카이로에 머무는 동안 이 분야에서 기술을 더욱 향상시켰다. 스승이 죽은 후, 투르구트는 알렉산드리아로 가서 시난 파샤의 함대에 합류하여 선원으로서의 경력을 시작했다. 그는 대포로 적선을 명중시키는 성공 덕분에 유명한 해적의 가장 좋아하는 선원 중 한 명이 되었다. 투르구트는 곧 항해 기술을 익혀 브리간틴의 선장이 되었고, 소유권의 1/4을 부여받았다. 몇 차례 성공적인 작전 후, 그는 브리간틴의 단독 소유주가 되었다. 투르구트는 나중에 갤리엇의 선장이자 소유주가 되었고, 그 시대의 가장 진보된 대포로 무장하여 동부 지중해에서 작전을 시작했으며, 특히 베네치아와 베네치아 공화국에 속한 에게해 섬들 사이의 해운로를 목표로 삼았다.
1520년, 그는 그의 보호자이자 가장 친한 친구가 될 바르바로스 하이레딘 파샤의 함대에 합류했다. 투르구트는 곧 바르바로스에 의해 수석 부관으로 승진했고, 12척의 갤리엇급 해군 함선을 지휘하게 되었다. 1526년, 투르구트 레이스는 시칠리아의 카포 파세로 요새를 점령했다. 1526년부터 1533년까지 그는 시칠리아 왕국과 나폴리 왕국의 항구에 여러 번 상륙했으며, 스페인과 이탈리아 사이를 항해하는 선박을 가로채 많은 선박을 포획했다.
1533년 5월, 푸스타 4척과 바크 18척을 지휘하던 투르구트 레이스는 에기나 섬 근처에서 베네치아 범요선 2척을 포획했다. 1538년 6월과 7월, 그는 아드리아해에서 안드레아 도리아를 추격하는 바르바로스를 동반하며 알바니아 해안의 여러 요새와 프레베자만 및 레프카다 섬을 점령했다. 1538년 8월, 투르구트 레이스는 크레타의 칸디아와 에게해의 다른 여러 베네치아 소유지를 점령했다.

## 프레베자 해전

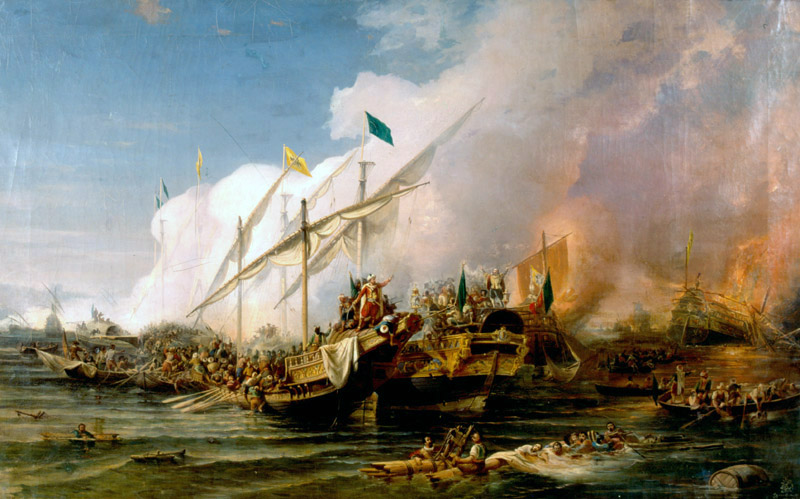
드라구트를 포함한 오스만군은 안드레아 도리아가 지휘하는 카를 5세의 신성 동맹 함대를 프레베자 해전 (1538)에서 격파했다.

1538년 9월, 프레베자 해전에서 투르구트 레이스는 20척의 범요선과 10척의 갤리엇을 이끌고 오스만 함대의 중앙 후방을 지휘하여 신성 동맹을 격파했다. 이 신성 동맹은 구호기사단, 교황령, 베네치아, 스페인, 나폴리, 시칠리아로 구성된 단명한 기독교 동맹이었으며, 당시 안드레아 도리아의 지휘 아래에 있었다.
신성 동맹은 배의 수는 302척, 병력은 60,000명으로 압도적으로 많았음에도 불구하고, 드라구트와 오스만 함대는 단 112척의 배와 12,000명의 병력으로 기독교 동맹에게 결정적인 패배를 안겼다. 전투 중 드라구트는 자신의 갤리엇 두 척으로 비비에나의 수도사였던 지암바티스타 도비치 기사가 지휘하는 교황령 범요선을 포획하여 그와 그의 승무원을 포로로 잡았다.

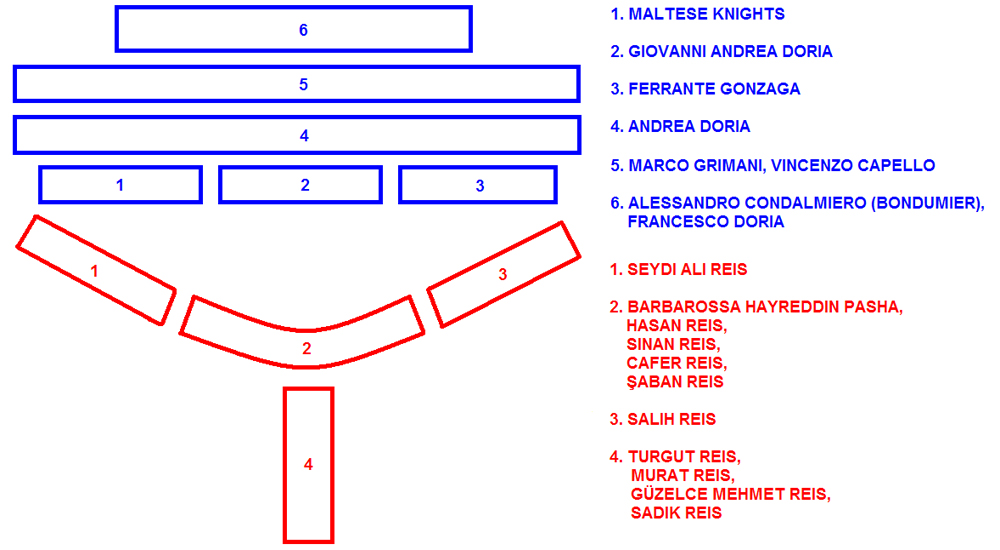
투르구트 레이스는 1538년 프레베자 해전에서 튀르키예 함대의 중앙 후방을 지휘했다.

1539년, 투르구트 레이스는 36척의 범요선과 갤리엇을 이끌고 오스만에게서 도시를 되찾았던 베네치아인으로부터 카스텔누오보를 탈환했다. 전투 중 그는 베네치아 범요선 2척을 침몰시키고 3척을 포획했다. 같은 1539년, 케르키라섬에 상륙했을 때 그는 프란체스코 파스콸리고가 지휘하는 베네치아 범요선 12척을 만났고 안토니오 다 카날의 범요선을 포획했다. 그는 나중에 크레타에 상륙하여 안토니오 칼보가 지휘하는 베네치아 기병대와 싸웠다.

## 제르바섬 총독

드라구트는 제르바섬의 총독이었다.

그해 말, 쉴레이만 1세에 의해 제르바섬의 총독이던 시난 파샤가 수에즈에 기지를 둔 오스만 홍해 함대의 새로운 총사령관으로 임명되자, 투르구트 레이스는 그의 후임으로 임명되어 제르바섬의 총독이 되었다.
1540년 초, 투르구트 레이스는 산타 마르게리타 리구레 해안에서 여러 제노바 선박을 나포했다. 1540년 4월, 갤리선 2척과 갤리엇 13척을 이끌고 고조섬에 상륙하여 섬을 약탈했다. 그는 나중에 판텔레리아에 상륙하여 25척의 선박을 이끌고 시칠리아와 스페인 해안을 습격하여 막대한 피해를 입혔고, 이에 카를 5세는 안드레아 도리아에게 81척의 갤리선을 이끌고 그를 추격하라고 명령했다. 그곳에서 투르구트 레이스는 티레니아해로 항해하여 코르시카 남부 항구, 특히 팔라스카를 포격했다. 그는 나중에 인근 카프라이아 이솔라 섬을 점령하고 약탈했다.

## 포로 생활과 자유
투르구트 레이스는 나중에 코르시카로 돌아와 섬 서부 해안의 지롤라타에 배를 정박했다. 배를 수리하던 중 지롤라타 전투에서 기습 공격을 받은 투르구트 레이스와 그의 부하들은 잔네티노 도리아(안드레아 도리아의 조카), 조르조 도리아, 젠틸레 비르지니오 오르시니 연합군의 공격을 받았다. 투르구트 레이스는 포로로 잡혀 잔네티노 도리아의 배에서 거의 4년 동안 갤리선 노예로 일하다가 제노바에 투옥되었다. 바르바로스는 그의 석방을 위해 몸값을 지불하겠다고 제안했지만 거절당했다.
1544년, 바르바로사가 술탄 쉴레이만이 스페인에 대항하는 프랑코-오스만 동맹에서 프랑수아 1세를 지원하기 위해 보낸 210척의 배를 이끌고 프랑스에서 돌아오던 중, 제노바 앞에 나타나 도시를 포위하고 제노바인들에게 투르구트 레이스의 석방을 협상하도록 강요했다. 바르바로스는 안드레아 도리아의 팔레 데 파솔로 궁전에서 논의하도록 초청받았고, 두 제독은 투르구트 레이스를 3,500 두카트 금화와 교환하여 석방하기로 합의했다.
바르바로스는 투르구트에게 자신의 예비 기함을 주고 다른 여러 함선의 지휘권을 주었다. 같은 해 투르구트 레이스는 코르시카의 보니파시오에 상륙하여 도시를 점령하고 제노바의 이익에 특히 큰 피해를 입혔다. 1544년에도 그는 몰타의 고조 섬을 공격하고 기사 조반니 시메네스의 군대와 싸웠으며 시칠리아에서 귀중한 화물을 운반하던 여러 몰타 함선을 나포했다. 1545년 6월, 그는 시칠리아 해안을 습격하고 티레니아해의 여러 항구를 포격했다. 7월, 그는 카프라이아 이솔라 섬을 황폐화시키고 15척의 범선과 푸스타로 리구리아주와 이탈리아 리비에라 해안에 상륙했다. 그는 몬테로소알마레와 코르닐리아를 약탈했으며, 나중에 마나롤라와 리오마조레에 상륙했다.
다음 날 그는 라스페치아 만에 상륙하여 라팔로, 페글리, 레반토를 점령했다. 1546년 그는 튀니지의 마디아, 스팍스, 수스, 알무나스티르를 점령한 후 마디아를 기지로 삼아 몰타의 성 요한 기사단을 공격했다. 1546년 4월 그는 리구리아 해안을 습격했다. 5월, 여전히 리구리아에서 그는 1000명의 병력으로 사보나 주의 라이게글리아를 점령했다. 그는 나중에 안도라 (이탈리아)를 점령하고 그 도시의 포데스타를 포로로 잡았다. 그곳에서 그는 그의 부대와 함께 잠시 쉬었다가 이탈리아 리비에라에 대한 공격을 재개하고 산 로렌초 알 마레에 상륙했다. 그는 또한 치베차 마을을 파괴했다. 그곳에서 그는 다시 몰타로 항해하여 고조 섬을 포위했다.
1546년 6월, 카를 5세 황제는 안드레아 도리아에게 투르구트 레이스를 몰타에서 몰아내도록 명령했고, 도리아는 그의 병력을 파비냐나 섬에 주둔시켰다. 그러나 두 제독은 만나지 못했다. 투르구트 레이스가 1546년 8월 툴롱으로 항해하여 몇 달 동안 그곳에 머무르며 프랑스 항구의 안전 속에서 부하들이 휴식을 취하도록 했기 때문이다.

## 지중해 오스만 해군 총사령관

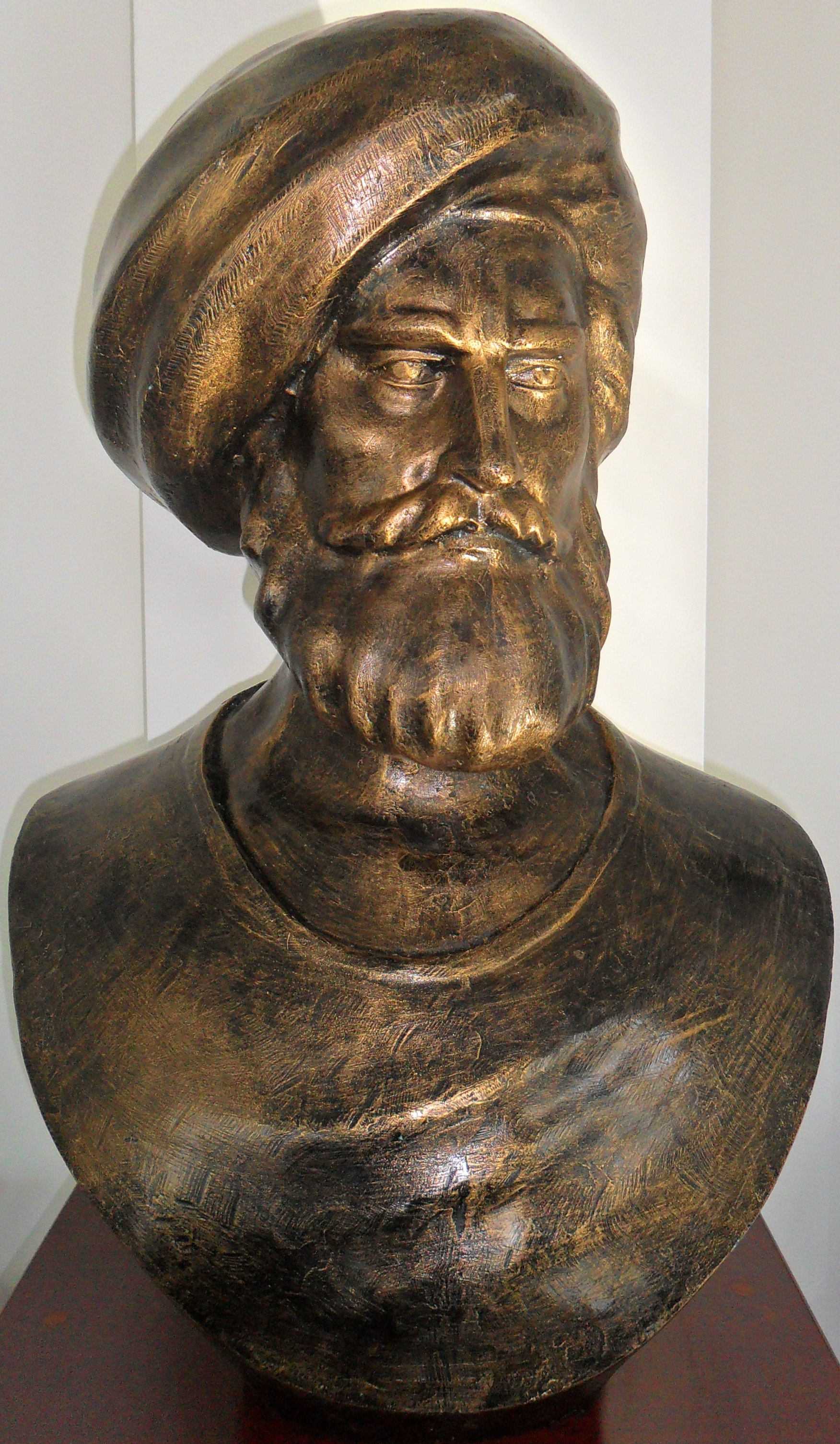
메르신 해군 박물관에 있는 투르구트 레이스의 흉상.

1546년 7월 바르바로스의 사망 후, 투르구트는 지중해 오스만 해군 최고 사령관 자리를 그에게서 물려받았다. 1547년 7월 그는 23척의 갤리선과 갤리엇을 이끌고 다시 몰타를 공격했는데, 이는 나폴리 왕국이 부왕 돈 피에트로 데 톨레도에 대한 반란으로 흔들리고 있어 몰타에 대한 해군 지원이 불가능할 것이라는 소식을 들었기 때문이었다. 투르구트 레이스는 아프리카 해안을 마주보고 있는 섬의 최남단인 마르사 시로코에 병력을 상륙시켰다. 그곳에서 오스만 병력은 산타 카테리나 교회 근처로 빠르게 진군했다. 교회 탑의 경비병들은 투르구트 레이스의 병력을 보자마자 도주하여, 당시 지역 주민들에게 공격을 경고하는 데 사용되던 화약 통을 불붙이는 것을 막았다.
섬을 약탈한 후, 투르구트 레이스는 시칠리아의 카포 파세로로 향하여 빈첸초 시칼라 공작의 아들 줄리오 시칼라의 갤리선을 포획했다. 그는 나중에 에올리에 제도로 항해하여 살리나섬에서 귀중한 화물을 실은 몰타 무역선을 포획했다. 그곳에서 그는 풀리아주로 항해하여 1547년 7월 말에 살베 시를 공격했다. 그는 나중에 칼라브리아주로 항해하여 지역 주민들을 산의 안전한 곳으로 도피시켰다. 그곳에서 그는 코르시카로 가서 여러 척의 선박을 포획했다.

## 알제 베일레르베이
1548년, 그는 쉴레이만 대제에 의해 알제리의 베일레르베이 (최고 총독)로 임명되었다. 같은 해 그는 제르바섬 해군 병기창에 콰드리림 갤리선 건조를 명령했으며, 1549년부터 이를 사용하기 시작했다. 1548년 8월, 그는 나폴리 만의 카스텔라마레 디 스타비아에 상륙하여 인근의 포추올리와 함께 도시를 점령했다. 그곳에서 그는 프로치다로 갔다. 며칠 후, 그는 프로치다 근처의 카포 미세노에서 병력과 금을 실은 스페인 갤리선을 포획했다. 같은 날 그는 나폴리 만에서 몰타 갤리선인 라 카테리네타를 포획했는데, 이 배에는 당시 몰타의 통제하에 있던 트리폴리의 방어를 강화하기 위해 프랑스 교회에서 성 요한 기사단이 모금한 7만 두카트 금화가 실려 있었다.
1549년 5월, 그는 21척의 갤리선을 이끌고 리구리아로 항해했으며, 7월에는 라팔로를 공격한 후 산 프루투오소에서 배에 물과 기타 보급품을 보충했다. 그곳에서 그는 포르토피노로 항해하여 항구에 상륙한 후 산 레모에 나타나 바르셀로나에서 나폴리로 향하던 아라곤 갤리선을 포획했다. 그곳에서 그는 먼저 코르시카로 항해한 후 칼라브리아로 향하여 팔미를 공격했다.
1550년 2월, 36척의 갤리선을 이끌고 마디아를 알무나스티르, 수스 및 튀니지의 대부분과 함께 탈환했다. 1550년 5월, 그는 사르데냐와 스페인의 항구를 공격하고 6척의 갤리선과 14척의 갤리엇을 이끌고 그 해안에 상륙했다. 여전히 5월에 그는 코르시카의 보니파시오를 점령하려 시도했지만 실패했다. 튀니지로 돌아오는 길에 그는 고조에 들러 배에 물을 보충하고 몰타 기사단의 활동에 대한 정보를 수집했다. 그는 나중에 리구리아로 항해했다.
1550년 6월, 투르구트 레이스가 제노바 근처를 항해하는 동안, 안드레아 도리아와 몰타 기사단의 집사 클로드 드 라 생글은 튀니지의 마디아를 공격했다. 한편, 투르구트 레이스는 라팔로를 세 번째로 공격하고 약탈하는 데 바빴고, 그 후 스페인 해안을 습격했다. 그는 이어서 티레니아해로 항해하여 7월 초에 사르데냐 서부 해안에 상륙한 후 제르바로 돌아와 도리아와 클로드 드 라 생글이 마디아와 튀니스를 공격하고 있음을 알게 되었다. 그는 4500명의 병력과 60명의 시파히를 모아 마디아로 진군하여 지역 저항군을 지원했다. 그는 성공하지 못하고 그의 병력과 함께 제르바로 돌아갔다.
1550년 9월, 마디아는 스페인-시칠리아-몰타 연합군에 항복했다. 한편, 투르구트 레이스는 제르바 해변에서 배를 수리하고 있었다. 10월, 안드레아 도리아는 그의 함대를 이끌고 제르바에 나타나 섬의 석호 입구를 그의 배로 막아 투르구트 레이스의 정박된 갤리선들을 칸테라 수로 안에 가두었다. 투르구트 레이스는 모든 배를 급히 파낸 운하와 기름을 잔뜩 바른 넓은 길을 통해 섬의 반대편으로 육상으로 끌어당겨 이스탄불로 항해했으며, 도중에 제노바와 시칠리아 선박 한 척씩을 포획했는데, 이들은 도리아의 군대를 돕기 위해 제르바로 향하던 중이었다. 스페인의 동맹인 튀니스 술탄의 아들 아부 베케르 왕자는 제노바 갤리선에 타고 있었다.

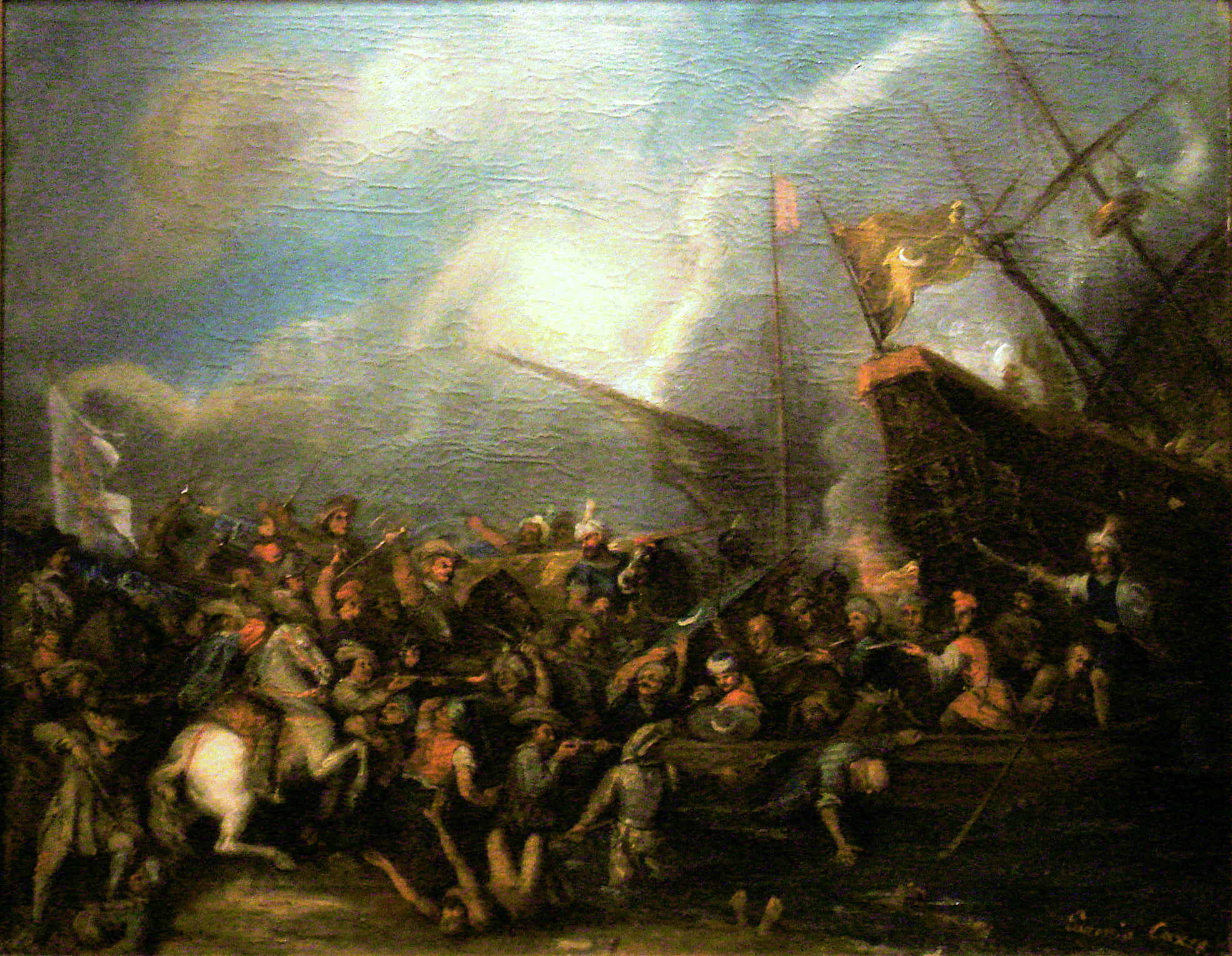
유제니오 카세스가 그린 몰타에 상륙하는 투르구트 레이스.

이스탄불에 도착한 후, 투르구트 레이스는 술탄 쉴레이만의 명령에 따라 112척의 범요선과 2척의 갈레아차, 12,000명의 예니체리로 구성된 함대를 동원하여 1551년 오스만 제독 시난 파샤와 함께 아드리아해로 항해하여 베네치아 항구를 포격하여 베네치아 해운에 심각한 피해를 입혔다.
1551년 5월 그들은 시칠리아에 상륙하여 섬의 동부 해안, 특히 아우구스타 시를 포격했는데, 이는 스페인-시칠리아-몰타 연합군에 의해 대부분의 주민들이 학살된 마디아 침공과 파괴에서 시칠리아 부왕이 한 역할에 대한 복수였다. 그들은 그 후 몰타를 점령하려 시도했으며, 약 10,000명의 병력을 이끌고 마르사 무시체토의 남쪽 항구에 상륙했다. 그들은 비르구와 셍글레아의 성채를 포위했으며, 나중에 북쪽으로 이동하여 므디나를 공격했지만, 수중 병력으로는 섬을 점령할 수 없다는 것을 깨닫고 포위를 풀었다.
대신, 그들은 이웃 섬인 고조섬으로 이동하여 며칠 동안 성채를 포격했다. 그곳의 기사단 총독인 갈라티안 데 세세는 저항이 무의미하다는 것을 깨닫고 성채를 항복했고, 해적들은 마을을 약탈했다. 고조섬의 거의 모든 인구(약 5,000명)를 포로로 잡고, 투르구트와 시난은 고조섬의 음가르 익스시니 항구에서 출항하여 리비아로 향했으며, 그곳에서 포로들을 타르후나 와 므살라타로 보냈다. 그들은 나중에 전략적 항구 도시와 그 주변을 정복할 목적으로 트리폴리로 항해했다.

## 트리폴리 산자크 베이

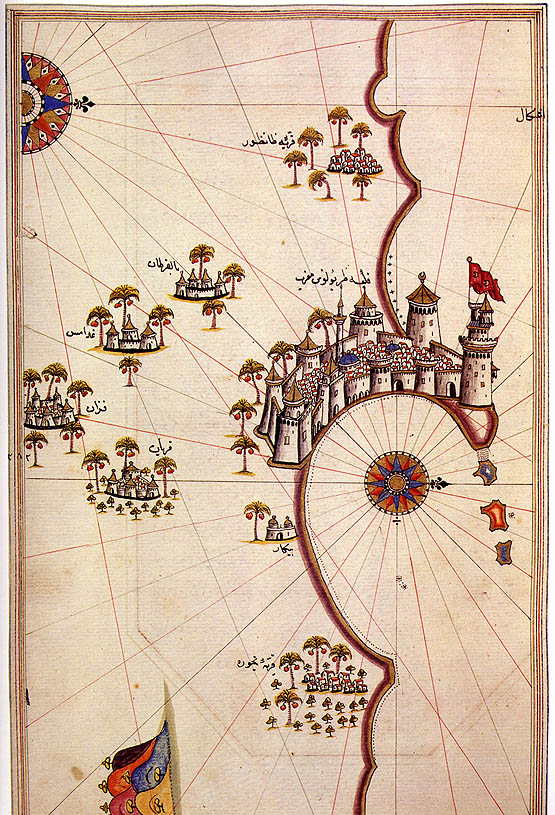
아흐메드 무힛딘 피리 레이스의 역사적인 트리폴리 지도.

1551년 8월, 투르구트 레이스는 1530년부터 구호기사단의 소유였던 트리폴리 (오스만령 트리폴리타니아, 현대 리비아)를 공격하여 점령했다. 요새의 사령관인 가스파르 데 빌레르스는 스페인과 프랑스 출신의 다른 저명한 기사들과 함께 포로로 잡혔다.
그러나 콘스탄티노플 주재 프랑스 대사 가브리엘 다르몽의 중재로 프랑스 기사들은 석방되었다. 지역 지도자인 무라드 아가가 처음에는 트리폴리의 총독으로 임명되었지만, 나중에 투르구트 자신이 그 지역을 장악했다. 그의 공로를 인정하여 술탄 쉴레이만은 트리폴리와 그 주변 지역을 투르구트에게 산자크 베이("기수 지휘관")라는 칭호와 함께 수여했다.
1551년 9월, 투르구트 레이스는 리구리아로 항해하여 타자 시를 점령한 후, 오스만 병력이 리바 트리고사 해변에 상륙한 후 이탈리아 리비에라의 다른 항구들을 점령했다. 그해 말, 그는 트리폴리로 돌아와 영토를 확장하려 했으며, 미스라타 전체 지역부터 서쪽으로 주와라와 제르바까지 점령했다. 내륙으로 향하면서 그는 제벨에 도달할 때까지 영토를 확장했다.

## 지중해 베일레르베이
이 승리 후, 쉴레이만은 투르구트를 지중해의 베일레르베이 (최고 지역 총독)로 임명했다.
1553년 5월, 투르구트 레이스는 60척의 갤리선을 이끌고 에게해에서 출항하여 칼라브리아의 크로토네와 카스텔로를 점령한 후 내륙으로 진군했다. 나중에 그는 시칠리아에 상륙하여 대부분의 섬을 약탈한 후 리카타에 멈춰 배에 물을 보충했다. 1553년 8월, 그는 판텔레리아 섬을 약탈했다.
그곳에서 그는 코르시카로 항해하여 프랑스(당시 오스만 제국의 동맹)을 위해 보니파시오와 바스티아를 점령했으며, 프랑스는 정복에 필요한 탄약 비용으로 3만 두카트 금화를 지불했다. 코르시카를 떠난 투르구트 레이스는 엘바로 돌아와 피옴비노와 포르토페라이오를 점령하려 시도했지만, 결국 포기하고 피아노사섬을 점령했으며 카프리섬과 성채(이전에 1535년 바르바로사가 점령했음)를 탈환한 후 이스탄불로 돌아갔다.
1554년 그는 60척의 범요선을 이끌고 보스포루스 해협에서 출항하여 히오스섬에서 겨울을 보냈다. 그곳에서 그는 아드리아해로 항해하여 포자 근처 비에스테에 상륙하여 도시를 점령하고 약탈했으며 주민 5000명을 학살했다.

## 트리폴리 파샤

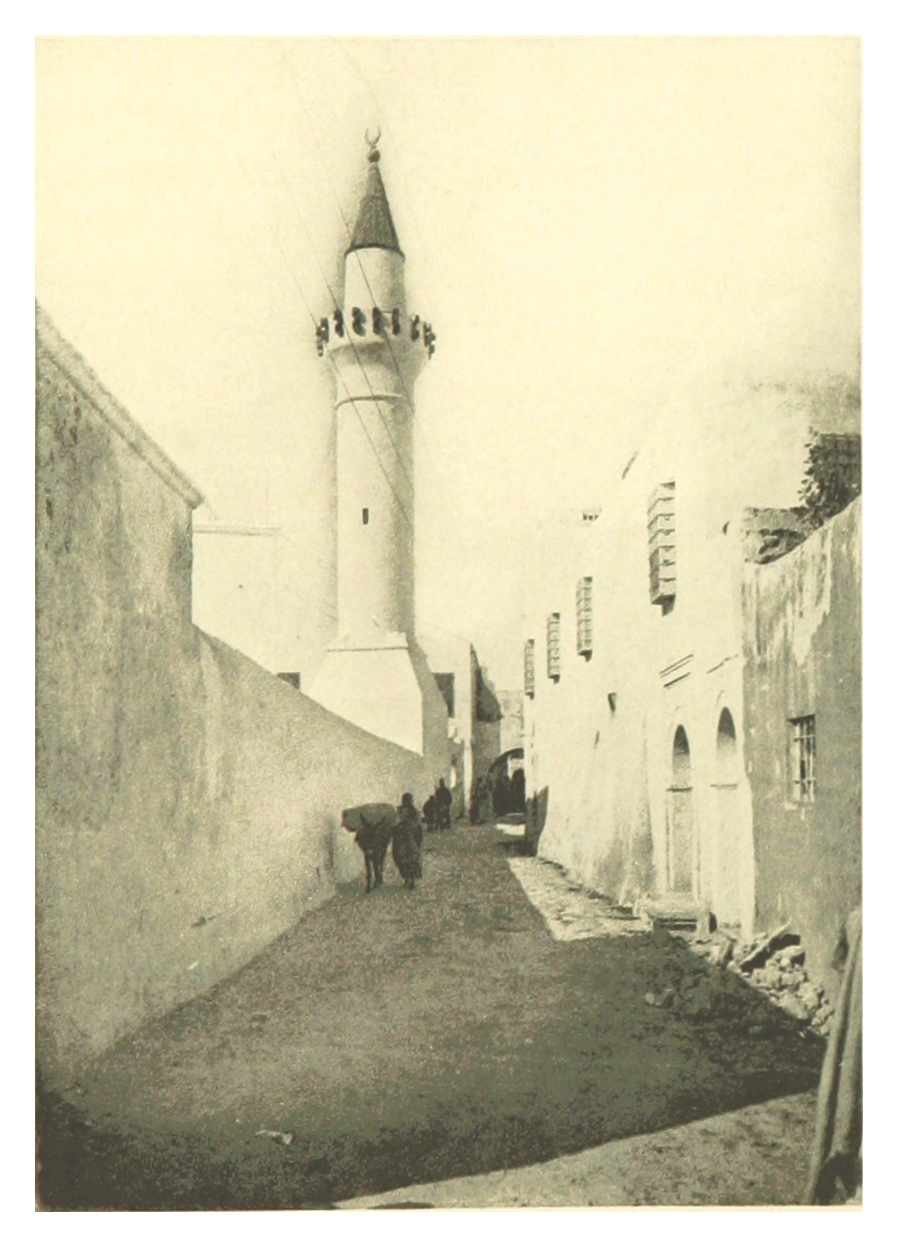
트리폴리의 시디 다르굿 모스크

1556년 3월, 투르구트 레이스는 트리폴리의 파샤로 임명되었다. 그곳에서 그는 도시를 둘러싼 성채의 벽을 강화하고 화약 보루(다르 엘 바루드)를 건설했다. 또한 항구의 방어를 강화하고 옛 산 피에트로 요새 자리에 투르구트(드라구트) 요새를 건설했다. 1556년 7월 그는 다시 출항하여 람페두사섬의 산타 마리아 곶에 상륙하여 몰타 방어를 위한 탄약과 무기를 운반하던 베네치아 선박을 나포했다. 그는 나중에 리구리아에 상륙하여 베르게지와 산 로렌초를 점령했다. 1556년 12월 그는 튀니지의 가프사를 점령하여 자신의 영토에 추가했다.
1557년 여름, 그는 60척의 갤리선으로 보스포루스를 떠나 타란토만에 도착하여 칼라브리아에 상륙하여 카리아티를 공격하여 도시를 점령했다. 그는 나중에 풀리아주의 항구에 상륙했다.
1558년, 그는 트리폴리 남쪽 약 70마일 떨어진 가리안을 그의 영토에 추가했다. 그는 그 후 예니체리 병력으로 베니 오울리드 왕조를 물리치고 그들의 영토를 오스만 제국에 추가했다. 그는 나중에 타오르가, 미스라타, 타지오라를 점령한 후 제르바 섬을 탈환하여 그의 지방에 추가했다. 1558년 6월 그는 피얄레 파샤의 함대와 메시나 해협에서 합류했고, 두 제독은 레조칼라브리아를 점령하고 도시를 약탈했다.
그곳에서 투르구트 레이스는 에올리에 제도로 가서 그들 중 몇 곳을 점령한 후 살레르노만의 아말피에 상륙하여 마사루브렌세, 칸토네, 소렌토를 점령했다. 그는 나중에 토레델그레코, 토스카나 해안, 피옴비노에 상륙했다. 8월에 그는 몰타 근해에서 여러 선박을 포획했다. 1558년 9월 그는 피얄레 파샤와 합류하여 두 제독은 스페인 해안을 공격한 후 시우타데야 (메노르카섬)를 점령하고 섬의 항구에 특히 큰 피해를 입혔다.
1559년, 그는 알제에 대한 스페인의 공격을 격퇴하고 트리폴리에서 일어난 반란을 진압했다. 같은 해, 그는 메시나 근처에서 몰타 선박을 나포했다. 그 승무원들로부터 기사단이 트리폴리에 대한 대규모 공격을 준비하고 있다는 것을 알게 된 그는 그곳으로 돌아가 도시의 방어력을 강화하기로 결정했다.

## 제르바섬 해전

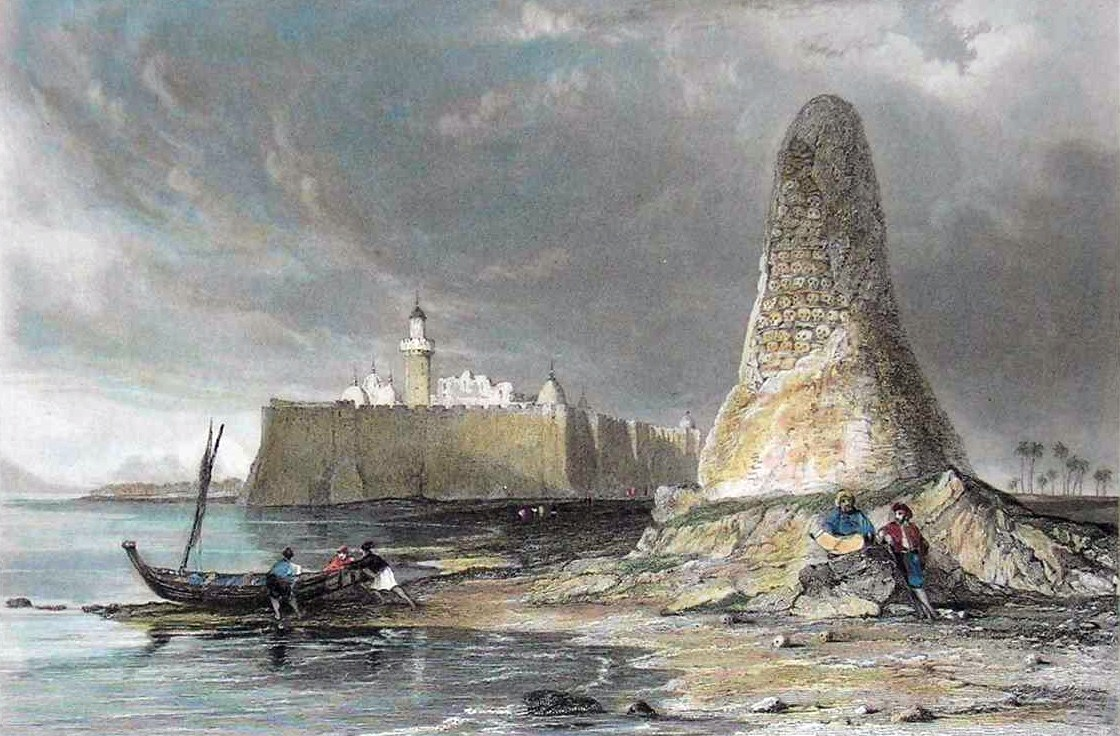
제르바섬 해전 이후 쓰러진 이들의 유해로 해골탑이 건설되었다고 전해진다.

그동안 드라구트는 명목상 오스만 제국의 영토였지만 사실상 독립적인 튀니스와 그 내륙 지역의 많은 통치자들과 적대 관계를 맺고 있었고, 그들 중 몇몇은 1560년 시칠리아의 부왕 세르다와 동맹을 맺었다. 세르다는 펠리페 2세로부터 트리폴리를 점령하기 위한 병력 합류 명령을 받았다.
피얄레 파샤와 투르구트 레이스의 지휘 아래 86척의 오스만 함대가 제르바섬 해전에서 200척의 선박으로 구성된 펠리페 2세의 기독교 동맹 함대를 결정적으로 격파하면서 펠리페 2세의 노력은 실패로 끝났다.

## 지중해 상륙 및 포위
1561년 3월, 투르구트 레이스와 울루치 알리 레이스는 마레티모 섬 근처에서 빈첸초 치칼라와 루이지 오소리오를 나포했다. 1561년 6월, 투르구트는 스트롬볼리섬에 상륙했다. 1561년 7월, 그는 기사 기마렝스가 지휘하는 몰타 갤리선 7척을 나포했으며, 나중에 3,000 두카트 금화를 받고 그를 석방했다. 고조에 들러 갤리선에 물을 보충한 후, 그는 트리폴리로 돌아왔다. 1561년 8월, 그는 나폴리 시를 포위하고 35척의 갤리선으로 항구를 봉쇄했다.
1562년 4월, 그는 몰타 섬의 모든 구석을 탐험하기 위해 정찰선을 보냈다. 같은 1562년에 그는 스페인 지배하에 있던 오랑을 포위했다.
1563년, 그는 그라나다 주의 해안에 상륙하여 이 지역의 해안 정착지, 예를 들어 알무녜카르를 4,000명의 포로와 함께 점령했다. 그는 나중에 말라가에 상륙했다. 1563년 4월, 그는 살리흐 레이스의 함대를 20척의 갤리선으로 지원하여 오스만의 오랑 포위전 동안 메르스 엘 케비르 요새를 포격했다.
1563년 9월, 드라구트는 나폴리로 항해하여 카프리섬 근처에서 귀중한 물품과 스페인 병사들을 실은 배 6척을 나포했다. 그는 나중에 나폴리의 키아이아 지역에 상륙하여 점령했다. 그곳에서 그는 리구리아와 사르데냐로 항해하여 해안 마을, 특히 오리스타노, 마르첼리노, 에르콜렌토를 습격했다. 그는 이어서 아드리아해로 항해하여 풀리아와 아브루초주 해안에 상륙했다. 그는 나중에 28척의 갤리선으로 메시나 근처의 산 조반니에 두 번 더 상륙했다. 1563년 10월, 그는 시칠리아의 카포 파세로로 항해했으며 나중에 고조에 다시 상륙하여 기사들과 잠시 싸웠다.

## 몰타 공방전과 사망

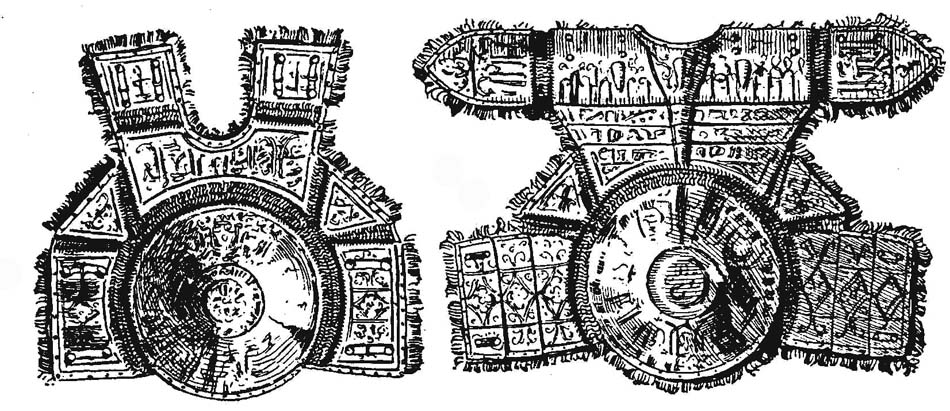
드라구트가 착용한 거울 갑옷에 대한 예술가의 인상.

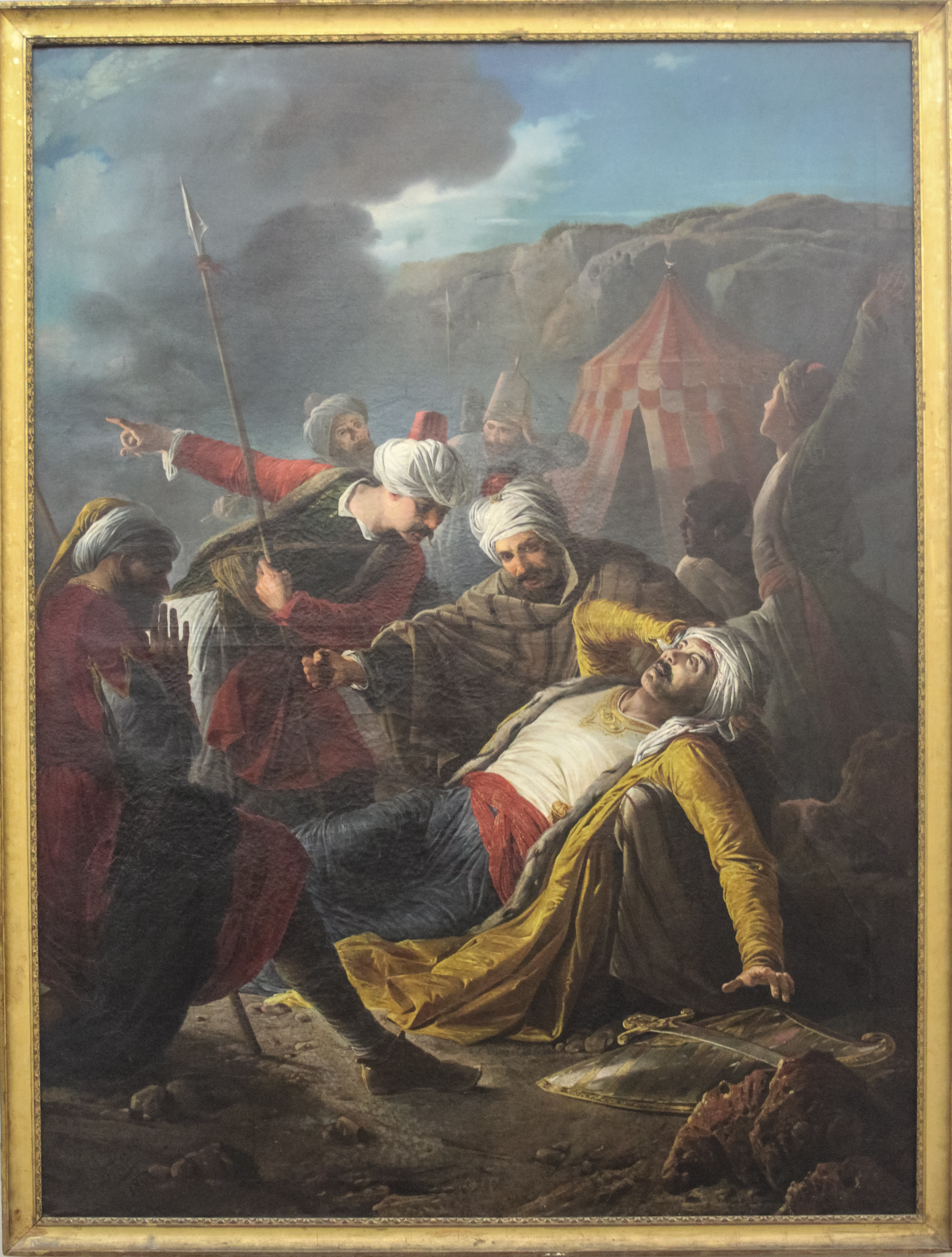
주세페 칼리의 드라구트의 죽음.

술탄 쉴레이만이 1565년 몰타 대공방전을 명령했을 때, 드라구트는 1565년 5월 31일 피얄레 파샤와 오스만 군대에 1,600명(일부 자료에 따르면 3,000명)과 15척의 배(13척의 갤리선과 2척의 갤리엇; 일부 자료에는 17척의 배가 언급됨)를 이끌고 합류했다. 그는 자신의 병력을 마르사 무스치에토 입구, 즉 그의 이름을 따서 '드라구트 포인트'라고 불리는 곶에 상륙시켰다.
그곳에서 드라구트는 오스만 지상군의 사령관인 크즐라흐메들리 무스타파 파샤를 만났다. 그는 성 엘모 요새를 포위하고 있었다. 드라구트는 그에게 방어가 취약한 치타델라와 므디나를 가능한 한 빨리 점령하라고 조언했지만, 이 조언은 받아들여지지 않았다. 드라구트는 또한 그랜드 하버 입구를 통제하고 다른 요새들보다 약해 보이는 새로 건설된 성 엘모 요새에 더 많은 포격을 집중하도록 조치했으며, 자신의 대포 30문을 이용한 포격에 참여했다. 단 24시간 만에 오스만군은 6000발의 포탄을 발사했다. 성 엘모 요새와 성 안젤로 요새(그랜드 하버 반대편에 있는 기사단의 주요 본부)가 여전히 서로 통신할 수 있다는 것을 깨달은 드라구트는 성 엘모 요새를 성 안젤로 요새로부터 고립시키기 위해 완전한 포위를 명령했다.
1565년 6월 18일, 드라구트는 대포알이 그의 위치 근처에 떨어지면서 바위 조각에 맞아 머리에 부상을 입었다. 포격이 성 안젤로 요새에서 발사된 것인지, 아니면 튀르키예 포대에서 아군 사격으로 맞은 것인지는 불분명하다. 드라구트는 부상으로 쓰러져 5일 후인 1565년 6월 23일에 사망했다. 프란시스코 발비 디 코레지오와 같은 스페인과 이탈리아 역사가들은 몰타에서 드라구트 사망 후 그의 군대가 결국 패배했다고 기록한다. 많은 역사가들은 그가 살아 있었다면 포위전이 성공했을 것이라고 믿는다. 그러나 그의 죽음은 두 고위 오스만 군 장교들 간의 싸움을 촉발시켰고, 이는 결국 기사단을 구하는 데 도움이 되는 일련의 재앙적인 결정으로 이어졌다. 그의 시신은 울루치 알리 레이스에 의해 트리폴리로 옮겨져 성 뒤에 위치한 시디 다르굿 모스크에 안장되었다. 이 모스크는 오늘날에도 사용되고 있다.

## 유산

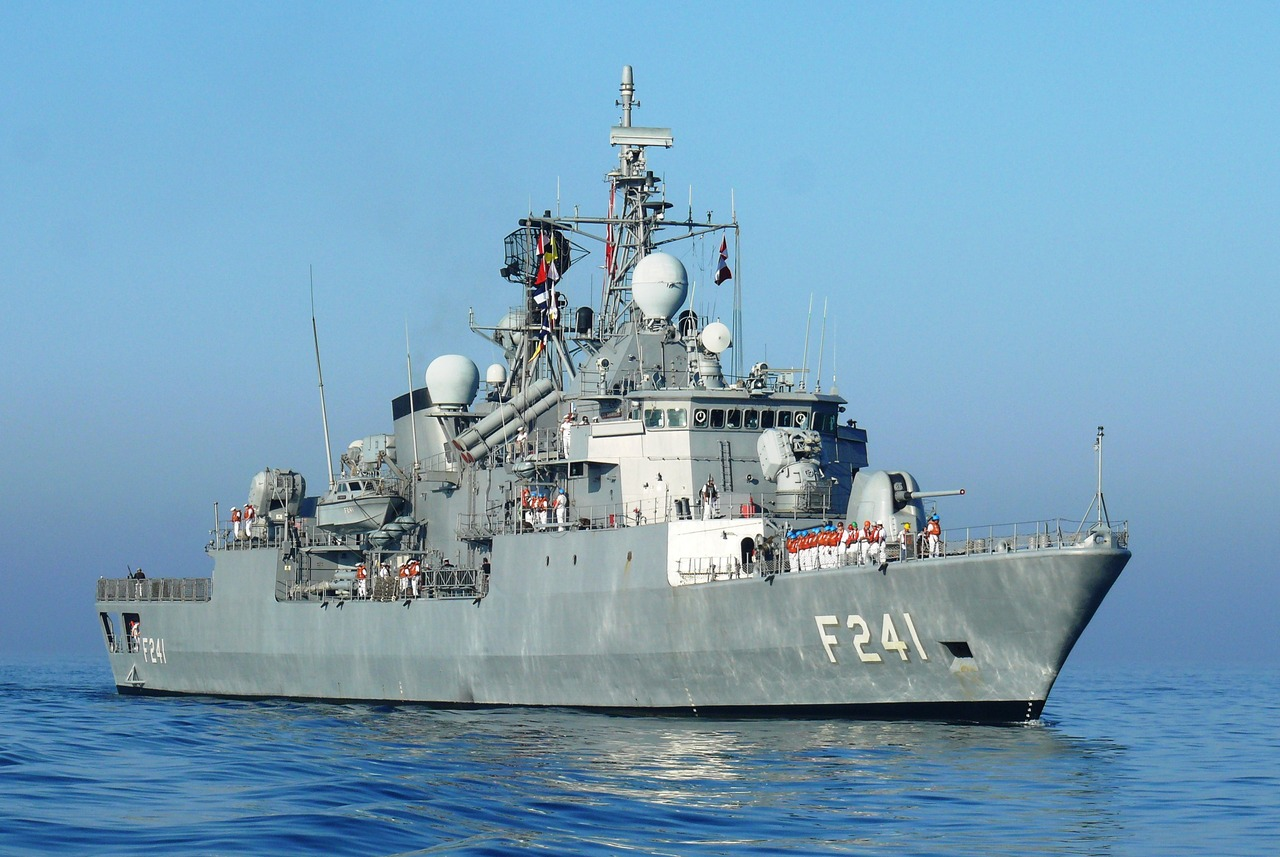
튀르키예 해군의 야부즈급 (MEKO 200 TN Track I) 프리깃인 F-241 TCG 투르구트 레이스함이 카르타헤나, 스페인에 있다.

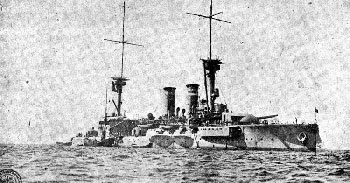
오스만 전함 투르구트 레이스.

드라구트는 많은 예술 작품과 조각상에 묘사되어 있으며, 그의 삶과 정복에 대한 많은 책이 쓰였다. 여러 나라의 명소와 건물은 그의 튀르키예 이름인 투르구트 레이스의 이름을 따서 명명되었다. 그가 태어난 마을은 1972년에 그의 명예를 기려 카라토프라크에서 이름을 바꾸어 그의 이름을 딴 투르구트레이스가 되었다. 튀르키예 해군의 군함과 여객선은 투르구트 레이스의 이름을 따서 명명되었다. 투르구트 레이스는 그의 출생지 마을이 튀르구트레이스로 명명된 튀르키예에서 계속해서 큰 명성과 존경을 받고 있다.
몰타의 티녜 곶 끝은 드라구트 포인트라고 불리는데, 이곳은 투르구트가 1565년 성 엘모 요새를 포격하기 위해 첫 번째 포대를 설치했던 곳이다. 드라구트는 몰타 역사에서 숙적으로 여겨지며, "일폰타 타' 드라구트"는 그곳에서 벌어진 위대한 전투와 몰타 대공방전에서 드라구트의 궁극적인 패배를 기념하는 기념물 역할을 한다.

## 대중문화
- 라파엘 사바티니의 이야기 "이슬람의 검"은 1914년 8월 프리미어 매거진에 실렸다.
- 데이비드 W. 볼의 소설 《아이언파이어》(Bantam Dell 2004, 영국에서는 《검과 시미터》로, 이스탄불에서는 《하치 베 힐랄 - 사브룰란 유레클러》와 《하치 베 힐랄 - 카부샨 유레클러》 두 부분으로 2005년에 출판됨). 이 16세기 지중해를 배경으로 한 소설에는 제르바 해전부터 몰타 공방전까지의 드라구트의 삶에 대한 세부 사항이 포함되어 있다.
- 토니 로스만의 《운명의 행로》(J. Boylston 2015, 3권). 튀르키예인과 기독교인 간의 지중해 지배권을 놓고 벌어지는 투쟁 속에서 젊은 스페인인의 모험을 따라가는 이 소설에서 드라구트는 1551년 고조섬 주민들을 노예로 삼은 사건부터 1560년 제르바 전역, 그리고 마침내 1565년 몰타 공방전에 이르기까지 영리하고 무자비한 적수로 묘사된다.
- 도로시 더넷의 《무질서한 기사들》과 《프랑킨센스 속의 폰》은 모두 6권으로 된 라이먼 연대기 시리즈의 일부로, 가상의 인물 리몬드의 프랜시스 크로포드와 함께 드라구트 레이스를 등장시킨다.
- 문명 V에는 위대한 제독으로 투르구트 레이스가 등장한다.
- 제프 넬더의 《복수의 섬》(2020)은 1551년 고조섬 대량 납치에서 드라구트의 역할을 다루고 있다.

## 같이 보기
- 무슬림 군사 지도자 목록
- 오스만 제국의 군사

## 일반 출처
- Bono, Salvatore, Corsari nel Mediterraneo (Corsairs in the Mediterranean), Oscar Storia Mondadori. Perugia, 1993.
- Bradford, Ernle, The Sultan's Admiral: The life of Barbarossa, London, 1968.
- Currey, E. Hamilton, Sea-Wolves of the Mediterranean, London, 1910
- Wolf, John B., The Barbary Coast: Algeria under the Turks, New York, 1979; ISBN 0-393-01205-0
- Corsari nel Mediterraneo: Condottieri di ventura. Online database in Italian, based on Salvatore Bono's book.
- The Ottomans: Comprehensive and detailed online chronology of Ottoman history in English.
- Comprehensive and detailed online chronology of Ottoman history (튀르키예어)
- Turkish Navy official website: Historic heritage of the Turkish Navy (in Turkish)